# کلاغ لوله
کلاغ لوله(نام علمی: Corvus typicus) نام یک گونه از سرده کلاغ است.